# Codex Wormianus

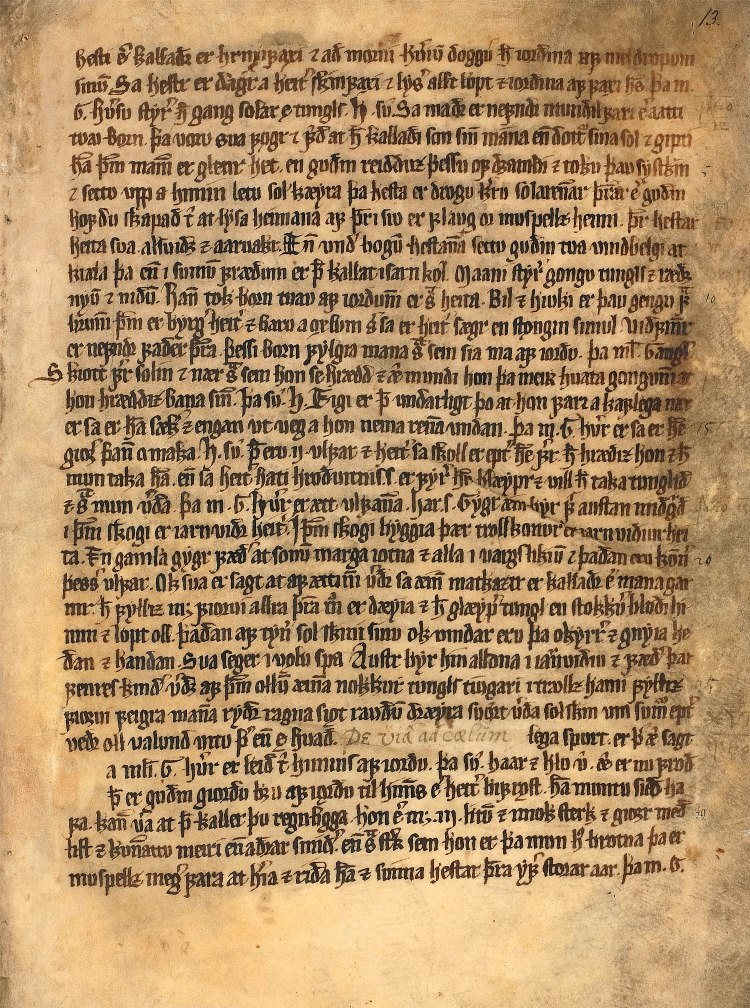
Codex Wormianus AM 242 fol.

Le Codex Wormanius (ou CW ou AM 242 fol.) est un manuscrit médiéval islandais.
Il contient :
1. Les premières parties de l'Edda de Snorri (Prologue, Gylfaginning, Skáldskaparmál)
2. Un prologue aux traités grammaticaux
3. Le Premier traité grammatical
4. Le Deuxième traité grammatical
5. Le Troisième traité grammatical
6. Le Quatrième traité grammatical
7. La dernière partie de l'Edda de Snorri (Háttatal)
8. La Rígsþula, un poème de l'Edda poétique
9. Ókennd heiti, une révision issue du Skáldskaparmál